# Асен Шишманов
Асен Шишманов е български лекар, политик и филантроп, основател на Българския червен кръст.

## Биография
Асен Шишманов е роден през 1848 г. в австрийския град Темешвар, Банат, в семейството на влиятелния български търговец Срацимир Шишманов и съпругата му Рахила, по баща Йованович. През 1873 г. завършва медицина във Виена и защитава докторат.

### Професионална биография
Д-р Асен Шишманов работи като лекар в Темешвар и като ординатор във виенската болница Рудолфшпитал. След Освобождението д-р Шишманов идва в България като главен лекар на София и член на първия Медицински съвет (1879 – 1880). Работи като общо практикуващ лекар, а също и като старши лекар в Александровската болница. През 1884 г. той прави първата в България трахеотомия, много трудна и смела за времето си операция. През следващата 1885 г. Асен Шишманов става един от учредителите на Българското дружество на Червения кръст.
Като известен столичен лекар д-р Шишманов е сред първите пропагандатори на минералната вода в България. Затова през 1886 г., заедно с майор Коста Паница, закупува земя и построява малък хотел и вила в намиращото се до София село Банкя. Вярвайки, че комбинацията въздух, вода и близост до столицата ще превърне селището в известен европейски курорт, Асен Шишманов поставя началото на развитието на днешния известен балнеологичен курорт.
През 1889 г. заминава като лекар в малоазийски град Смирна, а от 1890 г. практикува отново медицина в османската столица Цариград.

### Политическа биография
Като представител на влиятелния род Шишманови д-р Асен Шишманов започва да се занимава и с политика. След пристигането си в София е избран за общински съветник от името на Либералната партия. През следващите години Шишманов се сближава с Драган Цанков и остро се противопоставя на т.нар. Режим на пълномощията, оказвайки публичен натиск над княз Александър Батенберг, за да го отмени.
През 1884 г. Асен Шишманов е избран за народен представител, а през 1884 г. се отцепва от либералите и заедно с Драган Цанков поставя началото на нова проруска политическа формация. По време на кризата след абдикацията на княз Батенберг Цанков е сред авторите на молба до турския султан, в която се иска неговата намеса за уреждане на ситуацията чрез окупация. Този ход силно компрометира Цанков и неговите привърженици и при управлението на Стефан Стамболов д-р Шишманов е принуден да се оттегли от политиката и завинаги да напусне България.

## Благотворителна дейност
Изключително заможен, д-р Асен Шишманов се проявява и като голям филантроп. По време на престоя си в Цариград, той прави големи дарения за построяването, откриването и поддръжката на Българската болница в града, наред с Евлоги Георгиев, Иван Евстратиев Гешов и др. След смъртта си завещава своята къща, градина и печатница в София на болницата в Цариград.
Асен Шишманов умира през 1894 г., едва на 46-годишна възраст и все още в изгнание в Цариград. След смъртта му неговата съпруга Мария (с която нямат деца) продължава благотворителната дейност на мъжа си.